# Жене у Алжиру
Кроз историју Алжира као независне државе, постојали су сукоби између активиста за права жена и конзервативаца око статуса жена у Алжиру. Алжирски породични закон из 1984. године учврстио је одређене облике родне неједнакости и дискриминације жена. Неке прогресивне реформе су спроведене 2005. године и извршени су амандмани на законе.

## Позадина
Алжир је земља у Сјеверној Африци на медитеранској обали. Након дуготрајне владавине Француске, Алжир је стекао независност од Француске 1962. године. Алжирски грађански рат (1991-2002) негативно је утицао на добробит жена. 99% становништва су арапско-берберског порекла, а сличан проценат су муслимани, претежно сунити. У Алжиру, као и у остатку региона Блиског истока и Сјеверне Африке, жене се традиционално сматрају домаћицама, међутим, жене чине 65% универзитетских дипломаца у Алжиру и најобразованији су пол. Алжир такође има јаку културу породичне части, чак и међу либералнијим грађанима.

## Брак и лични живот
Законска старосна граница за брак је деветнаест година за мушкарце и жене. Многе алжирске жене се удају и оснивају породице у много старијој доби него што су то чиниле под француском владавином. Образовање, посвећеност раду и промјенљиви друштвени ставови су разлози за промјену. Године 2010., стопа укупног фертилитета била је 1,76 дјеце по жени. Ово је пад са 2,41 у 2009. и 7,12 у 1970.-им, непосредно након Алжирског рата за независност од Француске.
Француски колонизатори су се противили ношењу вела због свог секуларног сувереног устава и концепта лаицитета. Француски секуларни устав заснован је на Декларацији о правима човјека и грађанина из 1789. године.

## Породични живот за жене
Када је у питању правна заштита жена у Алжиру, тренутна заштита је општа/нејасна и недовољна. Породични закон из 1984. године заснован је на конзервативним вјерским принципима. Иако је закон измјењен Уредбом бр. 05-02 од 27. фебруара 2005. године, он и даље садржи многе дискриминаторне одредбе. Закон из 1984. године имао је све већу тенденцију ка исламском фундаментализму. Што заузврат угрожава права и привилегије жена у Алжиру. Овај нови породични закон имао је ограничења за развод брака за жене, захтјевао је мушке старатеље за жене у браку и дозвољавао је полигамију. Према овом закону, жене су имале законску дужност да слушају своје мужеве у свему, нису имале право да поднесу захтев за развод осим ако не одлуче да се одрекну алиментације. Алжирке се не могу удати за странце и не могу дати своја имена, националности или вјероисповест својој дјеци.

## Значајне личности
- Кахина - берберска вјерска и војна хероина и вођа из 7. вијека, која је предводила отпор старосједелаца арапској експанзији у сјеверозападној Африци.
- Џамила Бухиред и Џамила Бупача - алжирске револуционарке и националисткиње које су се противиле француској колонијалној власти Алжира 1960-их.
- Асија Џебар - романописац, преводилац и филмски стваралац. Већина њених дјела бави се препрекама са којима се суочавају жене, а позната је по свом феминистичком ставу.
- Зохра Дриф - пензионисана адвокатица и потпредсједница Савјета нације, горњег дома алжирског парламента.
- Хасиба Бен Буали - вођа у рату за независност Алжира, убијена од стране француских трупа у свом скровишту 1957. године.